# Karel Elsnic
Karel Elsnic (1. června 1905 Dříň – 1. října 1941 Praha) byl český komunista a odbojář popravený nacisty.

## Život

### Civilní život
Karel Elsnic se narodil v kladenské čtvrti Dříň 1. června 1905 v chudé hornické rodině (otec byl horníkem, matka dcerou čeledína) a zpočátku se živil jako truhlářský dělník. Na začátku dvacátých let dvacátého století se stal činným ve Federaci dělnických tělocvičných jednot, v roce 1924 pak vstoupil do Komunistické strany Československa. Mezi lety 1929 a 1930 studoval na Mezinárodní leninské škole v Moskvě, po návratu zaujal funkci krajského sekretáře Komunistického svazu mládeže. Byl členem redakce svazového časopisu Mladá garda, články psal i do Rudého práva. V roce 1938 zastával post tajemníka KSČ v Praze-Libni.

### Protinacistický odboj
Po německé okupaci se Karel Elsnic stal členem aktivu prvního ilegálního ústředního vedení KSČ pověřeným technickým vedením tiskové a propagandistické činnosti na území Prahy. Měl podíl na vzniku sítě ilegálních tiskáren a na ilegální produkci a distribuci Rudého práva a dalších tiskovin. Zprostředkovával též kontakty komunistů s nekomunistickým odbojem. V letech 1939 a 1940 řídil ilegální činnost strany v prostoru Havlíčkův Brod - Jihlava, později v Plzeňském kraji. Zatčen gestapem byl v květnu 1941 na kolínském nádraží. Popraven byl 1. října 1941 v ruzyňských kasárnách.

## Posmrtná ocenění
- V roce 1952 bylo po Karlu Elsnicovi pojmenováno náměstí u libeňského zámku v Praze.